# Dahlia Blossom 張敬軒Prime Classics演唱會
《Dahlia Blossom 張敬軒Prime Classics演唱會》（英語：Dahlia Blossom Prime Classics HINS CHEUNG LIVE 2024）是香港歌手張敬軒的個人演唱會，亦是他經The Prime Classics 張敬軒巡迴演唱會後再於澳門舉行演唱會，演唱會於2024年10月18日至20日、25日至27日、11月1日至3日、8日至10日、15日至17日期間在澳門倫敦人綜藝館舉行。後宣布於2025年1月11至12日、17至18日加開4場,合共演出19場。

## 宣傳
2024年7月，張敬軒接受訪問時率先透露了會在10月於澳門舉辦演唱會。
2024年8月5日，本演唱會由娛壹宣布於8月12日優先訂購門票。
2024年8月6日，張敬軒於個人Instagram帳戶帖出演唱會澳門站宣傳海報，宣佈舉行《Dahlia Blossom 張敬軒Prime Classics演唱會》。

## 售票
| 日期   | 日期     | 開售時間   | 開售類型                   |
| ------ | -------- | ---------- | -------------------------- |
| 2024年 | 8月12日  | 上午10時正 | 滙豐信用卡優先訂票         |
| 2024年 | 8月22日  | 上午12時正 | 澳門站金光票務公開發售     |
| 2024年 | 8月28日  | 上午12時正 | 澳門站加場金光票務公開發售 |
| 2024年 | 11月27日 | 上午10時正 | 滙豐信用卡優先訂票         |
| 2024年 | 12月2日  | 上午12時正 | 澳門站加場金光票務公開發售 |

## 場次
| 場次 | 日期   | 日期     | 國家 | 城市 | 場地         | 開場時間  | 備注             |
| ---- | ------ | -------- | ---- | ---- | ------------ | --------- | ---------------- |
| 1    | 2024年 | 10月18日 | 中国 | 澳門 | 倫敦人綜藝館 | 晚上8時正 | 澳門站首場       |
| 2    | 2024年 | 10月19日 | 中国 | 澳門 | 倫敦人綜藝館 | 晚上8時正 | 澳門站           |
| 3    | 2024年 | 10月20日 | 中国 | 澳門 | 倫敦人綜藝館 | 晚上7時正 | 澳門站           |
| 4    | 2024年 | 10月25日 | 中国 | 澳門 | 倫敦人綜藝館 | 晚上8時正 | 澳門站           |
| 5    | 2024年 | 10月26日 | 中国 | 澳門 | 倫敦人綜藝館 | 晚上8時正 | 澳門站           |
| 6    | 2024年 | 10月27日 | 中国 | 澳門 | 倫敦人綜藝館 | 晚上7時正 | 澳門站           |
| 7    | 2024年 | 11月1日  | 中国 | 澳門 | 倫敦人綜藝館 | 晚上8時正 | 澳門站           |
| 8    | 2024年 | 11月2日  | 中国 | 澳門 | 倫敦人綜藝館 | 晚上8時正 | 澳門站           |
| 9    | 2024年 | 11月3日  | 中国 | 澳門 | 倫敦人綜藝館 | 晚上7時正 | 澳門站           |
| 10   | 2024年 | 11月8日  | 中国 | 澳門 | 倫敦人綜藝館 | 晚上8時正 | 澳門站           |
| 11   | 2024年 | 11月9日  | 中国 | 澳門 | 倫敦人綜藝館 | 晚上8時正 | 澳門站           |
| 12   | 2024年 | 11月10日 | 中国 | 澳門 | 倫敦人綜藝館 | 晚上7時正 | 澳門站           |
| 13   | 2024年 | 11月15日 | 中国 | 澳門 | 倫敦人綜藝館 | 晚上8時正 | 澳門站第一度加場 |
| 14   | 2024年 | 11月16日 | 中国 | 澳門 | 倫敦人綜藝館 | 晚上8時正 | 澳門站第一度加場 |
| 15   | 2024年 | 11月17日 | 中国 | 澳門 | 倫敦人綜藝館 | 晚上7時正 | 澳門站第一度加場 |
| 16   | 2025年 | 1月11日  | 中国 | 澳門 | 倫敦人綜藝館 | 晚上8時正 | 澳門站第二度加場 |
| 17   | 2025年 | 1月12日  | 中国 | 澳門 | 倫敦人綜藝館 | 晚上7時正 | 澳門站第二度加場 |
| 18   | 2025年 | 1月17日  | 中国 | 澳門 | 倫敦人綜藝館 | 晚上8時正 | 澳門站第二度加場 |
| 19   | 2025年 | 1月18日  | 中国 | 澳門 | 倫敦人綜藝館 | 晚上8時正 | 澳門站第二度加場 |

## 曲目
Part 1
1. 迷失表參道（Funk Pop mix）
2. 酷愛（全新編曲）
3. 少女的祈禱（原唱：楊千嬅）
4. 黃色大門（原唱：容祖兒）
5. 夜機（原唱：陳慧嫻）

Part 2
1. 滴汗（原唱：林憶蓮）
2. 風花雪（原唱：陳慧琳）
3. 我本人（原唱：吳雨霏）
4. 俏郎君
5. 漩渦（原唱：黃耀明、彭羚）

Part 3
1. 賽勒斯的愛
2. 故園花茶
3. 雲裡的月光
4. 細水長流（原唱：蔡齡齡）
5. 相對論

Encore
1. 只是太愛你（全場大合唱）
2. 遙吻
3. 青春告别式
4. 隱形遊樂場 (London's Blueprint)
5. 青春常駐
6. 櫻花樹下

2nd Encore
1. 留低鎖匙
2. 不捨也為愛

Part 1
1. 迷失表參道（Funk Pop mix）
2. 酷愛（全新編曲）
3. 少女的祈禱（原唱：楊千嬅）
4. 黃色大門（原唱：容祖兒）
5. 夜機（原唱：陳慧嫻）

Part 2
1. 滴汗（原唱：林憶蓮）
2. 風花雪（原唱：陳慧琳）
3. 我本人（原唱：吳雨霏）
4. 俏郎君
5. 漩渦（原唱：黃耀明、彭羚）

Part 3
1. 賽勒斯的愛
2. 故園花茶
3. 細水長流（原唱：蔡齡齡）
4. 相對論

Encore
1. 只是太愛你（全場大合唱）
2. 遙吻
3. 隱形遊樂場 (London's Blueprint)
4. 青春常駐
5. 櫻花樹下

2nd Encore
1. 騷靈情歌
2. 餘震
3. 不捨也為愛

Part 1
1. 迷失表參道（Funk Pop mix）
2. 酷愛（全新編曲）
3. 少女的祈禱（原唱：楊千嬅）
4. 黃色大門（原唱：容祖兒）
5. 夜機（原唱：陳慧嫻）

Part 2
1. 滴汗（原唱：林憶蓮）
2. 風花雪（原唱：陳慧琳）
3. 我本人（原唱：吳雨霏）
4. 俏郎君
5. 漩渦（原唱：黃耀明、彭羚）

Part 3
1. 賽勒斯的愛
2. 故園花茶
3. 細水長流（原唱：蔡齡齡）
4. 相對論

Encore
1. 只是太愛你（全場大合唱）
2. 遙吻
3. 隱形遊樂場 (London's Blueprint)
4. 青春常駐
5. 櫻花樹下

2nd Encore
1. 騷靈情歌
2. 病況
3. 餘震
4. 不捨也為愛

Part 1
1. 迷失表參道（Funk Pop mix）
2. 酷愛（全新編曲）
3. 少女的祈禱（原唱：楊千嬅）
4. 黃色大門（原唱：容祖兒）
5. 夜機（原唱：陳慧嫻）

Part 2
1. 滴汗（原唱：林憶蓮）
2. 風花雪（原唱：陳慧琳）
3. 我本人（原唱：吳雨霏）
4. 俏郎君
5. 漩渦（原唱：黃耀明、彭羚）

Part 3
1. 賽勒斯的愛
2. 故園花茶
3. 細水長流（原唱：蔡齡齡）
4. 相對論

Encore
1. 只是太愛你（全場大合唱）
2. 遙吻
3. 隱形遊樂場 (London's Blueprint)
4. 青春常駐
5. 櫻花樹下

2nd Encore
1. 騷靈情歌
2. 追風箏的孩子
3. 餘震
4. 不捨也為愛

Part 1
1. 迷失表參道（Funk Pop mix）
2. 酷愛（全新編曲）
3. 少女的祈禱（原唱：楊千嬅）
4. 黃色大門（原唱：容祖兒）
5. 夜機（原唱：陳慧嫻）

Part 2
1. 滴汗（原唱：林憶蓮）
2. 風花雪（原唱：陳慧琳）
3. 我本人（原唱：吳雨霏）
4. 俏郎君
5. 漩渦（原唱：黃耀明、彭羚）

Part 3
1. 賽勒斯的愛
2. 故園花茶
3. 細水長流（原唱：蔡齡齡）
4. 相對論

Encore
1. 只是太愛你（全場大合唱）
2. 遙吻
3. 隱形遊樂場 (London's Blueprint)
4. 青春常駐
5. 櫻花樹下

2nd Encore
1. 騷靈情歌
2. 追風箏的孩子
3. Hurt So Bad
4. 餘震
5. 不捨也為愛

Part 1
1. 迷失表參道（Funk Pop mix）
2. 酷愛（全新編曲）
3. 少女的祈禱（原唱：楊千嬅）
4. 黃色大門（原唱：容祖兒）
5. 夜機（原唱：陳慧嫻）

Part 2
1. 滴汗（原唱：林憶蓮）
2. 風花雪（原唱：陳慧琳）
3. 我本人（原唱：吳雨霏）
4. 俏郎君
5. 漩渦（原唱：黃耀明、彭羚）

Part 3
1. 賽勒斯的愛
2. 故園花茶
3. 細水長流（原唱：蔡齡齡）
4. 相對論

Encore
1. 只是太愛你（全場大合唱）
2. 遙吻
3. 隱形遊樂場 (London's Blueprint)
4. 青春常駐
5. 櫻花樹下

2nd Encore
1. 騷靈情歌
2. Hurt So Bad
3. 我的天
4. 餘震
5. 不捨也為愛

Part 1
1. 迷失表參道（Funk Pop mix）
2. 酷愛（全新編曲）
3. 少女的祈禱（原唱：楊千嬅）
4. 黃色大門（原唱：容祖兒）
5. 夜機（原唱：陳慧嫻）

Part 2
1. 滴汗（原唱：林憶蓮）
2. 風花雪（原唱：陳慧琳）
3. 我本人（原唱：吳雨霏）
4. 俏郎君
5. 漩渦（原唱：黃耀明、彭羚）

Part 3
1. 賽勒斯的愛
2. 故園花茶
3. 細水長流（原唱：蔡齡齡）
4. 相對論

Encore
1. 只是太愛你（全場大合唱）
2. 遙吻
3. 隱形遊樂場 (London's Blueprint)
4. 青春常駐
5. 櫻花樹下

2nd Encore
1. 騷靈情歌
2. Hurt So Bad
3. 我的天
4. 餘震
5. 雪花抄
6. 不捨也為愛

Part 1
1. 迷失表參道（Funk Pop mix）
2. 酷愛（全新編曲）
3. 少女的祈禱（原唱：楊千嬅）
4. 黃色大門（原唱：容祖兒）
5. 夜機（原唱：陳慧嫻）

Part 2
1. 滴汗（原唱：林憶蓮）
2. 風花雪（原唱：陳慧琳）
3. 我本人（原唱：吳雨霏）
4. 俏郎君
5. 漩渦（原唱：黃耀明、彭羚）

Part 3
1. 賽勒斯的愛
2. 故園花茶
3. 細水長流（原唱：蔡齡齡）
4. 相對論

Encore
1. 只是太愛你（全場大合唱）
2. 遙吻
3. 隱形遊樂場 (London's Blueprint)
4. 青春常駐
5. 櫻花樹下

2nd Encore
1. 騷靈情歌
2. Hurt So Bad
3. 我的天
4. 餘震
5. 雪花抄
6. 不捨也為愛

3nd Encore
1. 親密愛人（原唱：梅艷芳）
2. 遇見神

Part 1
1. 迷失表參道（Funk Pop mix）
2. 酷愛（全新編曲）
3. 少女的祈禱（原唱：楊千嬅）
4. 黃色大門（原唱：容祖兒）
5. 夜機（原唱：陳慧嫻）

Part 2
1. 滴汗（原唱：林憶蓮）
2. 風花雪（原唱：陳慧琳）
3. 女神（原唱：鄭欣宜）
4. 俏郎君
5. 漩渦（原唱：黃耀明、彭羚）

Part 3
1. 賽勒斯的愛
2. 故園花茶
3. 細水長流（原唱：蔡齡齡）
4. 相對論

Encore
1. 只是太愛你（全場大合唱）
2. 青春告別式
3. 隱形遊樂場 (London's Blueprint)
4. 青春常駐
5. 櫻花樹下

2nd Encore
1. 騷靈情歌
2. Hurt So Bad
3. 我的天
4. 餘震
5. 雪花抄
6. 不捨也為愛

Part 1
1. 迷失表參道（Funk Pop mix）
2. 酷愛（全新編曲）
3. 少女的祈禱（原唱：楊千嬅）
4. 黃色大門（原唱：容祖兒）
5. 夜機（原唱：陳慧嫻）

Part 2
1. 滴汗（原唱：林憶蓮）
2. 風花雪（原唱：陳慧琳）
3. 女神（原唱：鄭欣宜）
4. 俏郎君
5. 漩渦（原唱：黃耀明、彭羚）

Part 3
1. 賽勒斯的愛
2. 故園花茶
3. 細水長流（原唱：蔡齡齡）
4. 相對論

Encore
1. 只是太愛你（全場大合唱）
2. 青春告別式
3. 隱形遊樂場 (London's Blueprint)
4. 青春常駐
5. 櫻花樹下

2nd Encore
1. 騷靈情歌
2. Hurt So Bad
3. 雪花抄
4. 我的天
5. 餘震
6. 遙吻
7. 不捨也為愛

Part 1
1. 迷失表參道（Funk Pop mix）
2. 酷愛（全新編曲）
3. 少女的祈禱（原唱：楊千嬅）
4. 黃色大門（原唱：容祖兒）
5. 夜機（原唱：陳慧嫻）

Part 2
1. 滴汗（原唱：林憶蓮）
2. 風花雪（原唱：陳慧琳）
3. 吳哥窟（原唱：吳雨霏）
4. 俏郎君
5. 漩渦（原唱：黃耀明、彭羚）

Part 3
1. 賽勒斯的愛
2. 故園花茶
3. 細水長流（原唱：蔡齡齡）
4. 相對論

Encore
1. 只是太愛你（全場大合唱）
2. 青春告別式
3. 隱形遊樂場 (London's Blueprint)
4. 青春常駐
5. 櫻花樹下

2nd Encore
1. 騷靈情歌
2. 雪花抄
3. Hurt So Bad
4. 我的天
5. 餘震
6. 遙吻
7. 不捨也為愛

Part 1
1. 迷失表參道（Funk Pop mix）
2. 酷愛（全新編曲）
3. 少女的祈禱（原唱：楊千嬅）
4. 黃色大門（原唱：容祖兒）
5. 夜機（原唱：陳慧嫻）

Part 2
1. 滴汗（原唱：林憶蓮）
2. 風花雪（原唱：陳慧琳）
3. 吳哥窟（原唱：吳雨霏）
4. 俏郎君
5. 漩渦（原唱：黃耀明、彭羚）

Part 3
1. 賽勒斯的愛
2. 故園花茶
3. 細水長流（原唱：蔡齡齡）
4. 相對論

Encore
1. 只是太愛你（全場大合唱）
2. 青春告別式
3. 隱形遊樂場 (London's Blueprint)
4. 青春常駐
5. 櫻花樹下

2nd Encore
1. 騷靈情歌
2. 雪花抄
3. Hurt So Bad
4. 我的天
5. 餘震
6. 追風箏的孩子
7. 不捨也為愛
8. 三角誌（原唱：盧巧音）
9. 遇見神